# آریانا افسر
آریانا افسر (انگلیسی: Arianna Afsar؛ زادهٔ ۲۲ اکتبر ۱۹۹۱) خواننده اهل ایالات متحده آمریکا است.